# 酒井良彦
酒井 良彦（さかい よしひこ、1987年8月25日 - ）は、NHKのアナウンサー。

## 人物
東京都江戸川区出身。私立帝京高校を経て[要出典]、上智大学経済学部経営学科を卒業後、2010年に入局。
スポーツアナウンサーとして活動しており、2021年現在、主に大相撲、ラグビー、卓球などのスポーツ実況と地域報道を担当している。

## 嗜好・挿話
- 高校・大学時代は体育会系ラグビー部に所属していた[8][4]。身長186cm[9]。

- 趣味は、バッティングセンター通い、ボウリング、サイクリング[10]、料理[11]、しだれ桜を育てること[5]、昭和歌謡（美空ひばり、キャンディーズなど）を聴くこと[注釈 1]。

## 担当番組
※太字は、レギュラー番組。 

### 全国
- 各種スポーツ中継（大相撲[12]、ラグビー[13]、卓球[14]、高校野球[15]、高校駅伝[16]他）

### 秋田放送局時代（2010年6月 - 2014年3月）
- ニュースこまち[要出典]
- 着信御礼!ケータイ大喜利（リポーター、2011年7月17日）[17]
- ウオッチA「地名探訪 古（いにしえ）の声が響く」（2012年11月23日）[18]
- うまいッ!「見えない力が決め手!?米味噌（みそ）～秋田・湯沢市～」（2013年2月10日）[19]
- ろーかる直送便 コトノハ 第19章「もっともっと 尖（とが）れ」（2013年8月30日）[20]

### 佐賀放送局時代（2014年4月 - 2017年3月）
スポーツ系
- Sportsプラス（2014年9月1日 - 5日、中野淳の代理）[21]
- ニュースウオッチ9（2016年8月22日 - 26日、佐々木彩の代理）[22][23]

報道・情報・バラエティー他
- ニュースただいま佐賀（キャスター、後藤康之と隔週で担当）[24][25]
- ニュースおかえり845[24]（ローテーション制）
- ろーかる直送便 さがスペシャル「チャリ旅〜佐賀県縦断200キロ〜」（2014年8月1日）[26]
- 民謡をたずねて 佐賀県嬉野市（2015年7月11日、18日、25日）[27][28][29]
- ひるブラ「有明海の干潟で泥まみれ!〜佐賀・鹿島市〜」（2015年8月26日）[30]
- ひるブラ「きょうは有田の陶器市!〜佐賀・有田町〜」（2016年05月02日）[31]

### 京都放送局時代（2017年4月 - 2020年8月）
スポーツ系
- NHKマイあさラジオ／マイあさ! ▽スポーツトピックス（2017年12月23日、2018年1月13日、2019年12月21日、2020年1月11日）[32][33][34][35]
- 第54回全国大学ラグビー選手権大会決勝「帝京大学」対「明治大学」（2018年1月7日、ラジオ第1） - 実況[13]
- 男子第70回全国高校駅伝（リポートバイク、2019年12月22日）[16]
- 2020年甲子園高校野球交流試合 第3試合「明豊」対「県岐阜商」（実況、2020年8月11日）[36]  　など

報道・情報・バラエティー他
- ニュース630京いちにち（キャスター、丹沢研二と隔週で担当）[37][38]
- 京都ニュース845（ローテーション制）[要出典]
- 高専ロボコン2017「近畿地区大会」（司会、2017年11月30日）[39]

### 福岡放送局時代（2020年9月 - 2025年3月）
スポーツ系
- 大相撲11月場所直前! あつまれふるさとの力士たち（2020年11月7日、九州沖縄地方） - 司会[40]
- 全日本卓球選手権2021 男子シングルス準々決勝（2021年1月16日、BS1） - 実況[14]
- ラグビートップリーグ2021「東芝」対「クボタ」（2021年2月27日、BS1） - 実況[41]
- 第103回全国高等学校野球選手権福岡大会 準決勝第1試合「筑陽学園高校」対「真颯館高校」（2021年7月25日）- 実況
- 第103回全国高等学校野球選手権福岡大会 決勝「真颯館高校」対「西日本短大附属高校」（2021年7月27日）- 実況
- 第103回全国高等学校野球選手権大会 - 実況、リポーター
- 第59回全国大学ラグビー選手権大会準決勝第1試合「京都産業大学」対「早稲田大学」（2023年1月2日、総合）- 実況
- 全日本卓球選手権大会2023 男子ダブルス決勝「張本智和・森薗政崇」対「及川瑞基・松島輝空」（2023年1月28日、総合）- 実況

　など
- 大相撲九州場所直前!あつまれふるさと力士（2023年11月10日・九州沖縄地方） - 司会

報道・情報・バラエティー他
- 福岡県・九州沖縄のNHKニュース（テレビ・ラジオ）
- おはよう九州沖縄（土日祝）（ローテーション制）
- （特に）日曜から月曜、もしくは月曜から火曜のラジオニュース（九州沖縄）の泊まり勤務担当〈※日曜から月曜、月曜（休日）から火曜の担当の時は 20:55 - 21:00のNHKニュース(テレビ番組)(九州沖縄)も兼任。〉[注釈 2]
- ニュース845福岡（2021年度までローテーション制）
- はっけんラジオ（ローテーション制・大相撲本場所開催直前に出演）
- ロクいち!福岡（大相撲コーナー、代理キャスター:2021年7月19日-21日）
- おはよう九州沖縄（平日）（2022年3月22日 - 2022年3月25日）代理キャスター（ニュースパートのみ）[注釈 3]
- あさイチ いまオシ!LIVE『古い型はエモさの宝庫!?津屋崎人形』～福岡県福津市～（2022年4月5日）リポーター
- 2023年6月30日の大雨災害では、大分放送局に応援で派遣され災害報道を中心にローカルニュースを担当した。
- 台風6号関連特設ニュース（2023年8月8日 - 9日・九州沖縄地方） - 福岡放送局より九州地方の災害状況を伝えた[注釈 4]

## 主な実況実績
ラグビーW杯
- 日本大会（BS1） - スタジオ進行
  - 1次リーグ・グループC「イングランド」対「トンガ」（2019年9月22日）[42]
  - 3位決定戦「ニュージーランド」対「ウェールズ」（2019年11月1日）[43]
- フランス大会（総合・BS1・BS4K・NHKプラス）
  - 1次リーグ・グループA「フランス」対「ニュージーランド」（2023年9月9日） - 現地実況
  - 1次リーグ・グループD「日本」対「チリ」（2023年9月10日） - ピッチサイドリポート・試合終了後日本代表選手インタビュー
  - 1次リーグ・グループD「サモア」対「チリ」（2023年9月16日） - 現地実況
  - 1次リーグ・グループD「日本」対「イングランド」（2023年9月18日） - ピッチサイドリポート・試合終了後日本代表選手インタビュー